# Kongō Gumi
Kongō Gumi Co., Ltd. (株式会社金剛組, Kabushiki Gaisha Kongō Gumi) est la plus ancienne entreprise du monde, opérant depuis plus de 1400 ans,. Basée à Osaka, cette entreprise familiale de construction trouve ses origines en 578, lorsque le prince Shotoku appela des membres de la famille Kongō de Baekje en Corée vers le Japon afin de construire le temple bouddhiste Shitennō-ji, qui existe toujours et dont les bâtiments les plus anciens sont considérés comme les plus anciennes constructions en bois encore en usage du monde. Au fil des siècles, Kongō Gumi a participé à la construction de nombreux autres bâtiments célèbres dont le château d'Osaka et le temple Hōryū-ji à Nara.
Un parchemin du XVIIe siècle de plus de 3 mètres retrace les 40 générations depuis le départ. Comme il est le cas dans de nombreuses familles japonaises d'importance, les gendres rejoignirent le clan et prirent le nom de la famille Kongō. Ainsi, à travers le temps, la lignée a perduré à travers les fils comme les filles. 
Conséquence indirecte de la bulle immobilière qu'a connue le Japon dans les années 1980, la compagnie n'a jamais pu se remettre du prix du terrain qu'elle acheta au cours de ces années.
La compagnie a déposé son bilan en janvier 2006. Ses actifs ont été rachetés par Takamatsu Corporation,. Avant sa liquidation, la compagnie avait plus de 100 employés et un chiffre d'affaires annuel de 70 millions de dollars (7,5 milliards de yens) en 2005. Elle était spécialisée dans la construction de temples bouddhistes. Le dernier président fut Masakazu Kongō, le cinquantième Kongō à diriger la firme. En décembre 2006, Kongō Gumi continuait à exercer en tant que filiale de Takamatsu.